# محمد عباس (متزحلق جبال الألب)
محمد عباس (بالأردوية: محمد عباس؛ بالإنجليزية: Muhammad Abbas) هو متزحلق جبال الألب باكستاني، ولد في 16 فبراير 1986 في باكستان.

## وصلات خارجية
- محمد عباس على موقع الاتحاد الدولي للتزلج (التزلج على المنحدرات الثلجية) (الإنجليزية)
- محمد عباس على موقع أوليمبيديا (الإنجليزية)